# Pruebas de explosiones nucleares en Australia

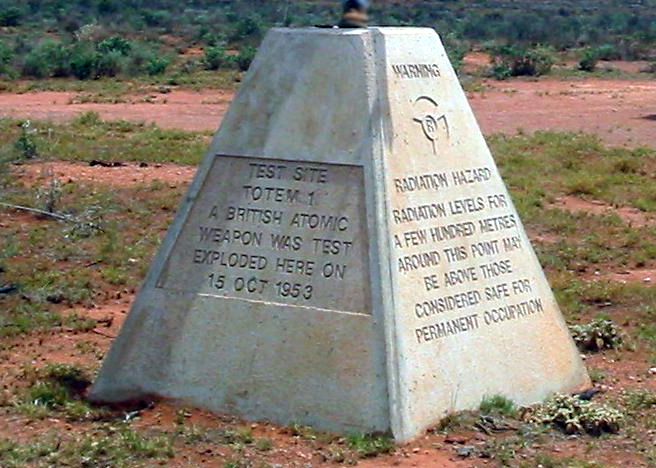
Obelisco señalando riesgo de radiación en Emu Field

El Reino Unido condujo doce pruebas de explosiones nucleares en Australia entre 1952 a 1957. Esas explosiones se desarrollaron en el archipiélago Montebello, extremo noroeste de Australia Occidental; Emu Field, y Maralinga, ambas cercas en Australia del Sur.
Todos los sitios se contaminaron con materiales radiactivos, y una limpieza inicial se intentó en 1967. La Comisión Real McClelland, examinó los efectos de las pruebas, presentando su informe en 1985, hallando riesgos significativos de radiación existentes en muchas de las áreas de prueba Maralinga. Se recomendó más limpieza, completada en 2000, a un costo de $ 108 millones. El debate continuó por la seguridad del sitio y los efectos sobre la salud a largo plazo sobre los tradicionales indígenas australianos dueños de la tierra, y al personal de los antiguos. En 1994, el gobierno australiano pagó una indemnización de $ 13,5 millones con destino a los habitantes de Maralinga Tjarutja.

Carta con los sitios de explosiones nucleares en Australia.

| Nombre            | Fecha                          | Rinde             | Tipo              |                   |
| Operación Buffalo | Operación Buffalo              | Operación Buffalo | Operación Buffalo | Operación Buffalo |
| ----------------- | ------------------------------ | ----------------- | ----------------- | ----------------- |
| One tree          | 27 de septiembre de 1956 17:00 | 12,9 kt           | Torre             |                   |
| Marcoo            | 4 de octubre de 1956 16:30     | 1,4 kt            | A nivel de tierra |                   |
| Kite              | 11 de octubre de 1956 14:27    | 2,9 kt            | Caída aérea       |                   |
| Breakaway         | 22 de octubre de 1956 00:05    | 10,8 kt           | Torre             |                   |
| Operación Antler  |                                |                   |                   |                   |
| Tadje             | 14 de septiembre de 1957 14:35 | 0,93 kt           | Torre             |                   |
| Biak              | 25 de septiembre de 1957 10:00 | 5,67 kt           | Torre             |                   |
| Taranaki          | 9 de octubre de 1957 16:15     | 26,6 kt           | Globo             |                   |